# Rehau Group
Rehau Group er en schweizisk familieejet producent af polymerer til brug i bilindustri, byggeri, møbler, materialer, medicinalindustri og industri. Rehau har over 20.000 ansatte på over 190 lokationer. Deres division for bilindustri har hovedkvarter i Rehau (Bayern) og for byggeri i Erlangen (Bayern). Det administrative hovedkvarter er i Muri bei Bern (Kanton Bern). Årsomsætningen er på 3,4 mia. euro.
Helmut Wagner etablerede familievirksomheden i 1948 i Rehau.